# Pradosia colombiana
Pradosia colombiana är en tvåhjärtbladig växtart som först beskrevs av Paul Carpenter Standley, och fick sitt nu gällande namn av Terence Dale Pennington, Tina J. Ayers och David Edward Boufford. Pradosia colombiana ingår i släktet Pradosia och familjen Sapotaceae. Inga underarter finns listade i Catalogue of Life.